# Lista procesorów Athlon 64 X2

## Athlon 64 X2 "Manchester" (E4, 90nm)
- Wszystkie modele wspierają: MMX, SSE, SSE2, SSE3, Enhanced 3DNow!, NX bit, AMD64 (implementacja x86-64), Cool'n'Quiet

| Model              | Częstotliwość | L2 Cache   | HyperTransport | Mnożnik | Napięcie    | TDP1) | Gniazdo    | Data wprowadzenia | Oznaczenie    |
| ------------------ | ------------- | ---------- | -------------- | ------- | ----------- | ----- | ---------- | ----------------- | ------------- |
| Athlon 64 X2 3600+ | 2000 MHz      | 2 × 256 KB | 1000 MHz       | 10x     | 1,35-1,40 V | 89W   | Socket 939 |                   | ADA3600DAA4BV |
| Athlon 64 X2 3800+ | 2000 MHz      | 2 × 512 KB | 1000 MHz       | 10x     | 1,30-1,35 V | 89 W  | Socket 939 | 1 sierpnia 2005   | ADA3800DAA5BV |
| Athlon 64 X2 4200+ | 2200 MHz      | 2 × 512 KB | 1000 MHz       | 11x     | 1,30-1,35 V | 89 W  | Socket 939 | 31 maja 2005      | ADA4200DAA5BV |
| Athlon 64 X2 4600+ | 2400 MHz      | 2 × 512 KB | 1000 MHz       | 12x     | 1,30-1,35 V | 110 W | Socket 939 | 31 maja 2005      | ADA4600DAA5BV |

## Athlon 64 X2 "Toledo" (E6, 90nm)
- Wszystkie modele wspierają: MMX, SSE, SSE2, SSE3, Enhanced 3DNow!, NX bit, AMD64 (implementacja x86-64), Cool'n'Quiet

| Model              | Częstotliwość | L2 Cache    | HyperTransport | Mnożnik | Napięcie    | TDP1) | Gniazdo    | Data wprowadzenia | Oznaczenie    |
| ------------------ | ------------- | ----------- | -------------- | ------- | ----------- | ----- | ---------- | ----------------- | ------------- |
| Athlon 64 X2 3800+ | 2000 MHz      | 2 × 512 KB  | 1000 MHz       | 10x     | 1,30-1,35 V | 89 W  | Socket 939 | 1 sierpnia 2005   | ADA3800DAA5CD |
| Athlon 64 X2 4200+ | 2200 MHz      | 2 × 512 KB  | 1000 MHz       | 11x     | 1,30-1,35 V | 89 W  | Socket 939 | 31 maja 2005      | ADA4200DAA5CD |
| Athlon 64 X2 4400+ | 2200 MHz      | 2 × 1024 KB | 1000 MHz       | 11x     | 1,30-1,35 V | 89 W  | Socket 939 |                   | ADV4400DAA6CD |
| Athlon 64 X2 4400+ | 2200 MHz      | 2 × 1024 KB | 1000 MHz       | 11x     | 1,30-1,35 V | 110 W | Socket 939 | 31 maja 2005      | ADA4400DAA6CD |
| Athlon 64 X2 4600+ | 2400 MHz      | 2 × 512 KB  | 1000 MHz       | 12x     | 1,30-1,35 V | 110 W | Socket 939 | 31 maja 2005      | ADA4600DAA5CD |
| Athlon 64 X2 4800+ | 2400 MHz      | 2 × 1024 KB | 1000 MHz       | 12x     | 1,30-1,35 V | 110 W | Socket 939 | 31 maja 2005      | ADA4800DAA6CD |

## Athlon 64 X2 "Windsor" (F2, F3, 90nm)
- Wszystkie modele wspierają: MMX, SSE, SSE2, SSE3, Enhanced 3DNow!, NX bit, AMD64 (implementacja x86-64), Cool'n'Quiet, AMD Virtualization

| Model                  | Częstotliwość | L2 Cache    | HyperTransport | Mnożnik | Napięcie      | TDP1) | Gniazdo    | Data wprowadzenia | Oznaczenie                  |
| ---------------------- | ------------- | ----------- | -------------- | ------- | ------------- | ----- | ---------- | ----------------- | --------------------------- |
| Athlon 64 X2 3600+     | 2000 MHz      | 2 × 256 KB  | 1000 MHz       | 10x     | 1,20-1,25 V   | 65 W  | Socket AM2 | sierpień 2006     | ADO3600IAA4CU               |
| Athlon 64 X2 3800+     | 2000 MHz      | 2 × 512 KB  | 1000 MHz       | 10x     | 1,025-1,075 V | 35 W  | Socket AM2 | 23 maja 2006      | ADD3800IAT5CU               |
| Athlon 64 X2 3800+     | 2000 MHz      | 2 × 512 KB  | 1000 MHz       | 10x     | 1,20-1,25 V   | 65 W  | Socket AM2 |                   | ADO3800IAA5CZ               |
| Athlon 64 X2 3800+     | 2000 MHz      | 2 × 512 KB  | 1000 MHz       | 10x     | 1,20-1,25 V   | 65 W  | Socket AM2 | 23 maja 2006      | ADO3800IAA5CS ADO3800IAA5CU |
| Athlon 64 X2 4000+     | 2000 MHz      | 2 × 1024 KB | 1000 MHz       | 10x     | 1,20-1,25 V   | 65 W  | Socket AM2 | 23 maja 2006      | ADO4000IAA6CS               |
| Athlon 64 X2 4000+     | 2000 MHz      | 2 × 1024 KB | 1000 MHz       | 10x     | 1,30-1,35 V   | 89 W  | Socket AM2 | 23 maja 2006      | ADA4000IAA6CS               |
| Athlon 64 X2 4200+     | 2200 MHz      | 2 × 512 KB  | 1000 MHz       | 11x     | 1,30-1,35 V   | 89 W  | Socket AM2 | 23 maja 2006      | ADA4200IAA5CU               |
| Athlon 64 X2 4400+     | 2200 MHz      | 2 × 1024 KB | 1000 MHz       | 11x     | 1,30-1,35 V   | 89 W  | Socket AM2 | 23 maja 2006      | ADA4400IAA6CS               |
| Athlon 64 X2 4600+     | 2400 MHz      | 2 × 512 KB  | 1000 MHz       | 12x     | 1,30-1,35 V   | 89 W  | Socket AM2 | 23 maja 2006      | ADA4600IAA5CU               |
| Athlon 64 X2 4600+     | 2400 MHz      | 2 × 512 KB  | 1000 MHz       | 12x     | 1,20-1,25 V   | 65 W  | Socket AM2 |                   | ADA4600IAA5CZ               |
| Athlon 64 X2 4800+     | 2400 MHz      | 2 × 1024 KB | 1000 MHz       | 12x     | 1,30-1,35 V   | 89 W  | Socket AM2 | 6 września 2006   | ADA4800IAA6CS               |
| Athlon 64 X2 5000+     | 2600 MHz      | 2 × 512 KB  | 1000 MHz       | 13x     | 1,20-1,25 V   | 65 W  | Socket AM2 | 20 lutego 2007    | ADO5000IAA6CZ               |
| Athlon 64 X2 5000+     | 2600 MHz      | 2 × 512 KB  | 1000 MHz       | 13x     | 1,30-1,35 V   | 89 W  | Socket AM2 | 23 maja 2006      | ADA5000IAA5CS               |
| Athlon 64 X2 5000+     | 2600 MHz      | 2 × 512 KB  | 1000 MHz       | 13x     | 1,30-1,35 V   | 89 W  | Socket AM2 | 23 maja 2006      | ADA5000IAA5CU               |
| Athlon 64 X2 5200+     | 2600 MHz      | 2 × 1024 KB | 1000 MHz       | 13x     | 1,30-1,35 V   | 89 W  | Socket AM2 | 12 grudnia 2006   | ADA5200IAA6CS               |
| Athlon 64 X2 5200+     | 2600 MHz      | 2 × 1024 KB | 1000 MHz       | 13x     | 1,20-1,25 V   | 65 W  | Socket AM2 |                   | ADO5200IAA6CZ               |
| Athlon 64 X2 5400+     | 2800 MHz      | 2 × 512 KB  | 1000 MHz       | 14x     | 1,30-1,35 V   | 89 W  | Socket AM2 | 12 grudnia 2006   | ADA5400IAA5CZ               |
| Athlon 64 X2 5600+     | 2800 MHz      | 2 × 1024 KB | 1000 MHz       | 14x     | 1,30-1,35 V   | 89 W  | Socket AM2 | 12 grudnia 2006   | ADA5600IAA6CZ               |
| Athlon 64 X2 6000+     | 3000 MHz      | 2 × 1024 KB | 1000 MHz       | 15x     | 1,35-1,40 V   | 125 W | Socket AM2 |                   | ADX6000IAA6CZ               |
| Athlon 64 X2 6000+ EE* | 3000 MHz      | 2 × 1024 KB | 1000 MHz       | 15x     | 1,30-1,35 V   | 89 W  | Socket AM2 |                   | ADA6000IAA6CZ               |
| Athlon 64 X2 6400+     | 3200 MHz      | 2 × 1024 KB | 1000 MHz       | 16x     | 1,30-1,35 V   | 125 W | Socket AM2 |                   | ADA6400IAA6CZ               |

- EE – oficjalnie nie istnieje 6000+ EE, jest to oznaczenie przyjęte np. w sklepach, na forach dyskusyjnych aby odróżnić wersję 125W od 89W.

## Athlon 64 X2 "Brisbane" (G1, 65nm)
- Wszystkie modele wspierają: MMX, SSE, SSE2, SSE3, Enhanced 3DNow!, NX bit, AMD64 (implementacja x86-64), Cool'n'Quiet, AMD Virtualization

| Model              | Częstotliwość | L2 Cache   | HyperTransport | Mnożnik | Napięcie    | TDP1) | Gniazdo    | Data wprowadzenia | Oznaczenie    |
| ------------------ | ------------- | ---------- | -------------- | ------- | ----------- | ----- | ---------- | ----------------- | ------------- |
| Athlon 64 X2 3600+ | 1900 MHz      | 2 × 512 KB | 1000 MHz       | 9,5x    | 1,25-1,35 V | 65 W  | Socket AM2 | styczeń 2007      | ADO3600IAA5DD |
| Athlon 64 X2 4000+ | 2100 MHz      | 2 × 512 KB | 1000 MHz       | 10,5x   | 1,25-1,35 V | 65 W  | Socket AM2 | 5 grudnia 2006    | ADO4000IAA5DD |
| Athlon 64 X2 4200+ | 2200 MHz      | 2 × 512 KB | 1000 MHz       | 11,0x   | 1,25-1,35 V | 65 W  | Socket AM2 | 5 grudnia 2006    | ADO4200IAA5DD |
| Athlon 64 X2 4400+ | 2300 MHz      | 2 × 512 KB | 1000 MHz       | 11,5x   | 1,25-1,35 V | 65 W  | Socket AM2 | 5 grudnia 2006    | ADO4400IAA5DD |
| Athlon 64 X2 4800+ | 2500 MHz      | 2 × 512 KB | 1000 MHz       | 12,5x   | 1,25-1,35 V | 65 W  | Socket AM2 | 5 grudnia 2006    | ADO4800IAA5DD |
| Athlon 64 X2 5000+ | 2600 MHz      | 2 × 512 KB | 1000 MHz       | 13x     | 1,25-1,35 V | 65 W  | Socket AM2 | 5 grudnia 2006    | ADO5000IAA5DD |
| Athlon 64 X2 5200+ | 2700 MHz      | 2 × 512 KB | 1000 MHz       | 13,5x   | 1,25-1,35 V | 65 W  | Socket AM2 | 5 grudnia 2006    | ADO5200IAA5DD |

## Athlon 64 X2 "Brisbane" (G2, 65nm)
- Wszystkie modele wspierają: MMX, SSE, SSE2, SSE3, Enhanced 3DNow!, NX bit, AMD64 (implementacja x86-64), Cool'n'Quiet, AMD Virtualization
- W porównaniu do wcześniejszego steppingu G1 skrócono opóźnienia cache L2 oraz usprawniono kontroler pamięci, dzięki czemu nowe Brisbane ma wydajność tylko minimalnie gorszą przy tej samej częstotliwości od Windsora F2 z 1MB cache L2 (2x512kB).

| Model                   | Częstotliwość | L2 Cache   | HyperTransport | Mnożnik | Napięcie    | TDP1) | Gniazdo    | Data wprowadzenia | Oznaczenie    |
| ----------------------- | ------------- | ---------- | -------------- | ------- | ----------- | ----- | ---------- | ----------------- | ------------- |
| Athlon 64 X2 4000+      | 2100 MHz      | 2 × 512 KB | 1000 MHz       | 10,5x   | 1,25-1,35 V | 65 W  | Socket AM2 | wrzesień 2007     | ADO4000IAA5DO |
| Athlon 64 X2 4200+      | 2200 MHz      | 2 × 512 KB | 1000 MHz       | 11,0x   | 1,25-1,35 V | 65 W  | Socket AM2 | wrzesień 2007     | ADO4200IAA5DO |
| Athlon 64 X2 4400+      | 2300 MHz      | 2 × 512 KB | 1000 MHz       | 11,5x   | 1,25-1,35 V | 65 W  | Socket AM2 | wrzesień 2007     | ADO4400IAA5DO |
| Athlon 64 X2 4600+      | 2400 MHz      | 2 × 512 KB | 1000 MHz       | 12,0x   | 1,25-1,35 V | 65 W  | Socket AM2 | wrzesień 2007     | ADO4600IAA5DO |
| Athlon 64 X2 4800+      | 2500 MHz      | 2 × 512 KB | 1000 MHz       | 12,5x   | 1,25-1,35 V | 65 W  | Socket AM2 | wrzesień 2007     | ADO4800IAA5DO |
| Athlon 64 X2 5000+      | 2600 MHz      | 2 × 512 KB | 1000 MHz       | 13x     | 1,25-1,35 V | 65 W  | Socket AM2 | wrzesień 2007     | ADO5000IAA5DO |
| Athlon 64 X2 5000+ BE2) | 2600 MHz      | 2 × 512 KB | 1000 MHz       | 13x     | 1,25-1,35 V | 65 W  | Socket AM2 | wrzesień 2007     | ADO5000IAA5DS |
| Athlon 64 X2 5200+      | 2700 MHz      | 2 × 512 KB | 1000 MHz       | 13,5x   | 1,25-1,35 V | 65 W  | Socket AM2 | wrzesień 2007     | ADO5200IAA5DO |
| Athlon 64 X2 5400+      | 2800 MHz      | 2 × 512 KB | 1000 MHz       | 14x     | 1,25-1,35 V | 65 W  | Socket AM2 | wrzesień 2007     | ADO5400IAA5DO |
| Athlon 64 X2 5400+ BE2) | 2800 MHz      | 2 × 512 KB | 1000 MHz       | 14x     | 1,25-1,35 V | 65 W  | Socket AM2 |                   | ADO5400IAA5DS |
| Athlon 64 X2 5600+      | 2900 MHz      | 2 × 512 KB | 1000 MHz       | 14.5x   | 1,25-1,35 V | 65 W  | Socket AM2 |                   | ADO5600IAA5DO |
| Athlon 64 X2 6000+      | 3100 MHz      | 2 × 512 KB | 1000 MHz       | 15.5x   | 1,25-1,35 V | 89 W  | Socket AM2 |                   | ADV6000IAA5DO |

1 – Thermal Design Power.

2 – Black Edition – odblokowany mnożnik do 25x.